# Couvent des Bernardines d'Annecy
Le couvent des Bernardines d'Annecy est un couvent de cisterciennes réformées établi à Annecy en 1639. Il prend au milieu du siècle suivant le nom de couvent de Bonlieu.

## Localisation
Le couvent était situé sur la commune d'Annecy au lieu-dit du Pâquier, dans le département français de la Haute-Savoie.

## Historique

### Fondation
Jeanne-Claude de Limojon, supérieure du couvent de La Roche-sur-Foron envoie en 1639 huit religieuses fonder un couvent à Annecy. Celui-ci s'établit dans le faubourg du Pâquier-Mossière, à proximité du couvent des Visitandines. La vie du couvent consacré surtout à l'éducation des jeunes filles semble fragile et cinq ans plus tard il sollicite déjà l'assistance de la régente du duché de Savoie, Madame Royale.

### Dissolution
Au milieu du XVIIIe siècle, la clôture n’en étant toujours assurée que par de simples haies et leur chapelle menaçant de s'écrouler, l'évêque du diocèse, Mgr de Chaumont, propose de disperser la communauté à Rumilly et à La Roche. Avec l’approbation du roi Charles-Emmanuel III et malgré elles les religieuses doivent quitter le Pâquier, le 4 avril 1752, alors que leurs bâtiments sont rachetés par les Cisterciennes non réformées de Bonlieu, réfugiées depuis 1648 au faubourg de Bœuf. Le produit de la vente est partagé entre les couvents de La Roche et de Rumilly eux-mêmes en difficultés financières.

### L'abbaye "de Bonlieu"
En 1771 Mgr Biord dénonce à l'abbé de Clairvaux le comportement des religieuses de Sainte-Catherine qui reçoivent des visiteurs des deux sexes et effectuent de longs séjours hors de l'abbaye. Il en décide la suppression et sa fusion avec celle du Pâquier, le 3 octobre 1772,. Quelques années après, un violent incendie détruit le monastère qui est rapidement reconstruit dès 1783. Cependant l'abbaye, fortement déstabilisée par ces événements successifs, entre en déclin : elle n'a accueilli qu'une seule novice depuis la fusion des deux établissements et ne compte plus que onze religieuses à sa fermeture en 1793.

### Après la Révolution
Les bâtiments vendus comme bien national après 1793 sont transformés successivement en manufacture d'armes puis fabrique de vitriol avant que la manufacture Sainte-Claire n'y installe des ateliers de tissage. Les derniers vestiges seront rasés à la fin des années 1970 pour laisser place à la construction du Centre culturel.

## Architecture et description
L'actuel Centre culturel d'Annecy qui a été construit sur son emplacement entre 1978 et 1981 d'après les plans de l'architecte haut-Savoyard Maurice Novarina en perpétue le nom.

## Filiations et dépendances
Le couvent des Bernardines d'Annecy est fille de celui de La Roche-sur-Foron. 
Modeste couvent urbain il semble n'avoir disposé au cours de ses 113 ans d'existence que de peu de moyens en dehors des revenus du pensionnat et des aides du diocèse.

## Abbesses du Pâquier

### Les bernardines
- Jeanne-Christine d'Artigny à partir de 1730 ;
- Anne-Colombe d'Artigny lui succède jusqu'à la dispersion du couvent en 1752[12].

## Fonds
Le fonds des archives est plutôt mince.
La série Monache52 des archives de cour à Turin renferme des informations sur les Bernardines d’Annecy.
Certains actes sont répertoriés dans les archives communales de la ville de Rumilly (Dépôt de la ville de Rumilly, n°100-101, 1772-1788), conservées aux Archives départementales de la Haute-Savoie. D'autres pièces se trouvent dans les archives des sociétés savantes annéciennes, l'Académie Salésienne et l'Académie Florimontane.